# Olympische Sommerspiele 1936/Teilnehmer (Österreich)
| Gelbes Symbol für Goldmedaillen mit stilisierten Olympischen Ringen | Graues Symbol für Silbermedaillen mit stilisierten Olympischen Ringen | Braundes Symbol für Bronzemedaillen mit stilisierten Olympischen Ringen |
| ------------------------------------------------------------------- | --------------------------------------------------------------------- | ----------------------------------------------------------------------- |
| 4                                                                   | 6                                                                     | 3                                                                       |

Österreich nahm an den Olympischen Sommerspielen 1936 in Berlin mit einer Delegation von 174 Athleten teil. Zusammen mit sechzig Teilnehmern an den Kunstwettbewerben zählte die Delegation somit insgesamt 234 Teilnehmer.

## Medaillen

### Medaillenspiegel
| Rang   | Sportart     | Gold | Silber | Bronze | Gesamt |
| ------ | ------------ | ---- | ------ | ------ | ------ |
| 1      | Kanu         | 3    | 3      | 1      | 7      |
| 2      | Gewichtheben | 1    | —      | —      | 1      |
| 3      | Rudern       | —    | 1      | —      | 1      |
| 3      | Fußball      | —    | 1      | —      | 1      |
| 3      | Feldhandball | —    | 1      | —      | 1      |
| 6      | Fechten      | —    | —      | 1      | 1      |
| 6      | Reiten       | —    | —      | 1      | 1      |
| Gesamt | Gesamt       | 4    | 6      | 3      | 13     |

### Medaillengewinner
| Name/n | Sportart        | Wettkampf                            |
| --- | --------------- | ------------------------------------ |
| Gold |                 |                                      |
| Gregor Hradetzky | Kanu            | Einer-Kajak 1000 m                   |
| Gregor Hradetzky | Kanu            | Einer-Kajak 10.000 m Faltboot        |
| Alfons Dorfner Adolf Kainz | Kanu            | Zweier-Kajak 1000 m                  |
| Robert Fein | Gewichtheben    | Leichtgewicht                        |
| Hermann Kutschera | Kunstwettbewerb | Baukunst - Architektonische Entwürfe |
| Silber |                 |                                      |
| Karl Proisl Rupert Weinstabl | Kanu            | Zweier-Canadier 1000 m               |
| Viktor Kalisch Karl Steinhuber | Kanu            | Zweier-Kajak 10.000 m                |
| Fritz Landertinger | Kanu            | Einer-Kajak 10.000 m                 |
| Josef Hasenöhrl | Rudern          | Einer                                |
| Rudolf Eisenmenger | Kunstwettbewerb | Malerei - Gemälde                    |
| Franz Fuchsberger Max Hofmeister Eduard Kainberger Karl Kainberger Martin Kargl Josef Kitzmüller Anton Krenn Ernst Künz Adolf Laudon Franz Mandl Klement Steinmetz Karl Wallmüller Walter Werginz | Fußball         | Fußball                              |
| Franz Bartl Franz Berghammer Franz Bistricky Franz Brunner Hans Houschka Emil Juracka Ferdinand Kiefler Josef Krejci Otto Licha Fritz Maurer Anton Perwein Siegfried Powolny Siegfried Purner Walter Reisp Alfred Schmalzer Alois Schnabel Ludwig Schuberth Johann Tauscher Jaroslav Volak Leopold Wohlrab Fritz Wurmböck Hans Zehetner | Feldhandball    | Feldhandball                         |
| Bronze |                 |                                      |
| Ellen Müller-Preis | Fechten         | Florett, Einzel                      |
| Karl Proisl Rupert Weinstabl | Kanu            | Zweier-Canadier 10.000 m             |
| Alois Podhajsky | Reiten          | Dressur, Einzel                      |
| Herbert Kastinger Hermann Stiegholzer | Kunstwettbewerb | Baukunst - Architektonische Entwürfe |
| Hans Helmut Stoiber | Kunstwettbewerb | Literatur - Lyrische Werke           |

In den Kunstwettbewerben gewonnene Medaillen flossen nicht in den offiziellen Medaillenspiegel ein.

## Teilnehmer nach Sportart

### Boxen
| Athleten        | Wettbewerb        | 1. Runde          | 1. Runde | Achtelfinale     | Achtelfinale  | Viertelfinale | Viertelfinale | Halbfinale    | Halbfinale    | Finale        | Finale        | Rang          |
| Athleten        | Wettbewerb        | Gegner            | Ergebnis | Gegner           | Ergebnis      | Gegner        | Ergebnis      | Gegner        | Ergebnis      | Gegner        | Ergebnis      | Rang          |
| --------------- | ----------------- | ----------------- | -------- | ---------------- | ------------- | ------------- | ------------- | ------------- | ------------- | ------------- | ------------- | ------------- |
| Karl Lutz       | Schwergewicht     | -                 | -        | Ernest Toussaint | N.            | ausgeschieden | ausgeschieden | ausgeschieden | ausgeschieden | ausgeschieden | ausgeschieden | ausgeschieden |
| Walter Mathä    | Bantamgewicht     | -                 | -        | Stig Cederberg   | N.            | ausgeschieden | ausgeschieden | ausgeschieden | ausgeschieden | ausgeschieden | ausgeschieden | ausgeschieden |
| Paul Schweifer  | Halbschwergewicht | Børge Holm        | N.       | ausgeschieden    | ausgeschieden | ausgeschieden | ausgeschieden | ausgeschieden | ausgeschieden | ausgeschieden | ausgeschieden | ausgeschieden |
| Alois Swatosch  | Leichtgewicht     | Simon Dewinter    | KO1      | ausgeschieden    | ausgeschieden | ausgeschieden | ausgeschieden | ausgeschieden | ausgeschieden | ausgeschieden | ausgeschieden | ausgeschieden |
| Hans Wiltschek  | Federgewicht      | Charles Catterall | N.       | ausgeschieden    | ausgeschieden | ausgeschieden | ausgeschieden | ausgeschieden | ausgeschieden | ausgeschieden | ausgeschieden | ausgeschieden |
| Hans Zehetmayer | Mittelgewicht     | Raúl Villarreal   | N.       | ausgeschieden    | ausgeschieden | ausgeschieden | ausgeschieden | ausgeschieden | ausgeschieden | ausgeschieden | ausgeschieden | ausgeschieden |

### Fechten
| Athleten                                                                           | Wettbewerb         | 1. Runde | 1. Runde | Achtelfinale                                                                       | Achtelfinale  | Viertelfinale                                                                                    | Viertelfinale | Halbfinale                                                                                             | Halbfinale    | Finale | Finale        | Rang          |
| Athleten                                                                           | Wettbewerb         | Gegner | Ergebnis | Gegner                                                                             | Ergebnis      | Gegner                                                                                           | Ergebnis      | Gegner                                                                                                 | Ergebnis      | Gegner | Ergebnis      | Rang          |
| ---------------------------------------------------------------------------------- | ------------------ | --- | -------- | ---------------------------------------------------------------------------------- | ------------- | ------------------------------------------------------------------------------------------------ | ------------- | --- | ------------- | --- | ------------- | ------------- |
| Herren                                                                             |                    | |          |                                                                                    |               |                                                                                                  |               | |               | |               |               |
| Roman Fischer                                                                      | Degen, Einzel      | Raymond Stasse Paulo Leal Ian Campbell-Gray Saverio Ragno Rezső Bartha Josef Kunt Denis Dolecsko Ernest Dalton                                   | DNQ      | ausgeschieden                                                                      | ausgeschieden | ausgeschieden                                                                                    | ausgeschieden | ausgeschieden                                                                                          | ausgeschieden | ausgeschieden | ausgeschieden | ausgeschieden |
| Karl Hanisch                                                                       | Degen, Einzel      | Henrique de Aguilar Preben Christiansen Gustaf Dyrssen Pál Dunay Christos Zalokostas Antoni Franz Robert Bergmann                                | DNQ      | ausgeschieden                                                                      | ausgeschieden | ausgeschieden                                                                                    | ausgeschieden | ausgeschieden                                                                                          | ausgeschieden | ausgeschieden | ausgeschieden | ausgeschieden |
| Hubert Loisel                                                                      | Säbel, Einzel      | Eugène Laermans Aage Leidersdorff Vicente Krause Tomás Goyoaga Enver Balkan Charles Glasstetter                                                  | Q        | -                                                                                  | -             | László Rajcsányi José Julián de la Fuente Guy Harry Eugène Laermans Josef Benedik                | Q             | Aladár Gerevich Robert Van Den Neucker Gustavo Marzi Oliver Trinder Marcel Faure                       | DNQ           | ausgeschieden | ausgeschieden | ausgeschieden |
| Josef Losert                                                                       | Florett, Einzel    | Emrys Lloyd Ivar Tingdahl Jiří Jesenský Tomás Goyoaga Marjan Pengov                                                                              | Q        | Giulio Gaudini József Hátszeghy Johan Falkenberg Ivar Tingdahl Gottfried von Meiss | Q             | Joe Levis Édward Gardère Raymond Bru Lajos Maszlay Bengt Ljungquist                              | Q             | Gioacchino Guaragna Erwin Casmir Édward Gardère Georges de Bourguignon Béla Bay René Lemoine Joe Levis | DNQ           | ausgeschieden | ausgeschieden |               |
| Josef Losert                                                                       | Säbel, Einzel      | Antoni Sobik Robert Van Den Neucker Julio Moreno Bohuslav Kirchmann Preben Christiansen Mohamed Abdel Rahman Alphonse Ruckstuhl                  | Q        | -                                                                                  | -             | Endre Kabos Dimitar Wassilew Vicente Krause Antonius Montfoort Nikolaos Manolesos                | Q             | Vincenzo Pinton László Rajcsányi Władysław Segda José Julián de la Fuente Dimitar Wassilew             | Q             | Endre Kabos Gustavo Marzi Aladár Gerevich László Rajcsányi Vincenzo Pinton Giulio Gaudini Antoni Sobik Robert Van Den Neucker | 20:36         | 8             |
| Josef Ritz                                                                         | Florett, Einzel    | Georges de Bourguignon Giorgio Bocchino Michel Fauconnet Caspar Schrøder Moacyr Dunham Nils Jørgensen                                            | Q        | Édward Gardère Lajos Maszlay Georges de Bourguignon Jiří Jesenský August Heim      | DNQ           | ausgeschieden                                                                                    | ausgeschieden | ausgeschieden                                                                                          | ausgeschieden | ausgeschieden | ausgeschieden | ausgeschieden |
| Karl Sudrich                                                                       | Florett, Einzel    | Édward Gardère Julius Eisenecker Hugh Alessandroni David Bartlett Dimitar Wassilew Don Collinge                                                  | Q        | Joe Levis Paul Valcke Julius Eisenecker Giorgio Bocchino Michel Fauconnet          | DNQ           | ausgeschieden                                                                                    | ausgeschieden | ausgeschieden                                                                                          | ausgeschieden | ausgeschieden | ausgeschieden | ausgeschieden |
| Karl Sudrich                                                                       | Säbel, Einzel      | László Rajcsányi Nikolaos Manolesos Guy Harry Camil Szatmary Hubert de Bèsche Adolf Stocker Krešo Tretinjak Ennio de Oliveira                    | Q        | -                                                                                  | -             | Giulio Gaudini Pieter van Wieringen Władysław Segda Richard Wahl Hervarth Frass von Friedenfeldt | DNQ           | ausgeschieden                                                                                          | ausgeschieden | ausgeschieden | ausgeschieden | ausgeschieden |
| Rudolf Weber                                                                       | Degen, Einzel      | Frédéric Fitting Willem Driebergen Giancarlo Cornaggia-Medici Henrique da Silveira Thorstein Guthe José Martínez Ennio de Oliveira Mauris Shamil | DNQ      | ausgeschieden                                                                      | ausgeschieden | ausgeschieden                                                                                    | ausgeschieden | ausgeschieden                                                                                          | ausgeschieden | ausgeschieden | ausgeschieden | ausgeschieden |
| Roman Fischer Karl Hanisch Hans Schönbaumsfeld Rudolf Weber Hugo Weczerek          | Degen, Mannschaft  | Ägypten | 7:9      | -                                                                                  | -             | ausgeschieden                                                                                    | ausgeschieden | ausgeschieden                                                                                          | ausgeschieden | ausgeschieden | ausgeschieden | ausgeschieden |
| Roman Fischer Karl Hanisch Hans Schönbaumsfeld Rudolf Weber Hugo Weczerek          | Degen, Mannschaft  | Schweden | 1:9      | -                                                                                  | -             | ausgeschieden                                                                                    | ausgeschieden | ausgeschieden                                                                                          | ausgeschieden | ausgeschieden | ausgeschieden | ausgeschieden |
| Ernst Baylon Roman Fischer Hans Lion Josef Losert Hans Schönbaumsfeld Karl Sudrich | Florett Mannschaft | Königreich Italien | -        | -                                                                                  | -             | Tschechoslowakei                                                                                 | 12:4          | Königreich Italien                                                                                     | 4:12          | Königreich Italien | 4:13          | 4             |
| Ernst Baylon Roman Fischer Hans Lion Josef Losert Hans Schönbaumsfeld Karl Sudrich | Florett Mannschaft | Ägypten | 11:5     | -                                                                                  | -             | Belgien                                                                                          | -             | Ungarn                                                                                                 | 8:8 (53:63)   | Frankreich | 5:11          | 4             |
| Ernst Baylon Roman Fischer Hans Lion Josef Losert Hans Schönbaumsfeld Karl Sudrich | Florett Mannschaft | - | -        | -                                                                                  | -             | -                                                                                                | -             | USA | 12:4          | Deutsches Reich | 5:9           | 4             |
| Karl Hanisch Karl Kaschka Hubert Loisel Josef Losert Karl Sudrich Hugo Weczerek    | Säbel, Mannschaft  | Schweden | -        | -                                                                                  | -             | Ungarn                                                                                           | -             | Königreich Italien                                                                                     | 7:9           | ausgeschieden | ausgeschieden | 5             |
| Karl Hanisch Karl Kaschka Hubert Loisel Josef Losert Karl Sudrich Hugo Weczerek    | Säbel, Mannschaft  | Brasilien | w.o.     | -                                                                                  | -             | Uruguay                                                                                          | 5:11          | Frankreich                                                                                             | -             | ausgeschieden | ausgeschieden | 5             |
| Karl Hanisch Karl Kaschka Hubert Loisel Josef Losert Karl Sudrich Hugo Weczerek    | Säbel, Mannschaft  | - | -        | -                                                                                  | -             | -                                                                                                | -             | Polen                                                                                                  | 8:8 (60:56)   | ausgeschieden | ausgeschieden | 5             |
| Damen                                                                              |                    | |          |                                                                                    |               |                                                                                                  |               | |               | |               |               |
| Elisabeth Grasser                                                                  | Florett, Einzel    | Ilona Elek-Schacherer Denise Kramer-Scholer Toos van der Klaauw Joanna de Tuscan Carmen Raisová Andrée Boisson                                   | Q        | -                                                                                  | -             | Jenny Addams Dorothy Locke Erna Bogen-Bogáti Ulla Barding Ingeborg Scheel                        | Q             | Ilona Elek-Schacherer Helene Mayer Karen Lachmann Dorothy Locke Judy Penn Hughes                       | Q             | Ilona Elek-Schacherer Helene Mayer Ellen Müller-Preis Hedwig Haß Karen Lachmann Jenny Addams Ilona Vargha                     | 32:20         | Bronze        |
| Ellen Müller-Preis                                                                 | Florett, Einzel    | Agathe Turgis Madeleine Scrève Grete Olsen Yvonne Bornand Ebba Gripenstedt Halet Çambel                                                          | Q        | -                                                                                  | -             | Judy Penn Hughes Olga Oelkers Grete Olsen Margit Kristijan Adèle Christiaens                     | Q             | Jenny Addams Ilona Vargha Hedwig Haß Marion Lloyd Olga Oelkers                                         | Q             | Ilona Elek-Schacherer Helene Mayer Hedwig Haß Karen Lachmann Jenny Addams Ilona Vargha Elisabeth Grasser                      | 11:35         | 8             |
| Fritzi Wenisch-Filz                                                                | Florett, Einzel    | Jenny Addams Judy Penn Hughes Dorothy Locke Ivka Tavčar Gerda Gantz Kathleen Hughes-Hallett                                                      | Q        | -                                                                                  | -             | Helene Mayer Marion Lloyd Ilona Vargha Madeleine Scrève Hilda von Puttkammer                     | DNQ           | ausgeschieden                                                                                          | ausgeschieden | ausgeschieden | ausgeschieden |               |

### Fußball
| Athleten |                          |
| Franz Fuchsberger Max Hofmeister Eduard Kainberger Karl Kainberger Martin Kargl Josef Kitzmüller Anton Krenn Ernst Künz Adolf Laudon Franz Mandl Klement Steinmetz Karl Wahlmüller Walter Werginz |                          |
| Achtelfinale | Ägypten (3:1)            |
| Viertelfinale | Peru (4:2 n. V.) 1       |
| Halbfinale | Polen (3:1)              |
| Finale | Königreich Italien (1:2) |
| Spiel um Bronze | -                        |
| Rang | Silber                   |

### Gewichtheben
| Athleten            | Wettbewerb        | Drücken  | Reißen   | Stoßen   | Gesamtgewicht | Rang |
| ------------------- | ----------------- | -------- | -------- | -------- | ------------- | ---- |
| Robert Fein         | Leichtgewicht     | 105 kg   | 100 kg   | 137,5 kg | 342,5 kg      | Gold |
| Fritz Haller        | Halbschwergewicht | 97,5 kg  | 110 kg   | 142,5 kg | 350 kg        | 6    |
| Anton Hangel        | Mittelgewicht     | 95 kg    | 110 kg   | 137,5 kg | 342,5 kg      | 4    |
| Anton Richter       | Federgewicht      | 80 kg    | 97,5 kg  | 120 kg   | 297,5 kg      | 4    |
| Rudolf Schilberg    | Schwergewicht     | 125 kg   | 107,5 kg | 140 kg   | 372,5 kg      | 8    |
| Johann von Szabados | Halbschwergewicht | 102,5 kg | 102,5 kg | 137,5 kg | 342,5 kg      | 10   |
| Rudolf Troppert     | Leichtgewicht     | 82,5 kg  | 95 kg    | 125 kg   | 302,5 kg      | 9    |
| Hans Valla          | Mittelgewicht     | 102,5 kg | 102,5 kg | 130 kg   | 335 kg        | 6    |
| Mathias Zahradka    | Federgewicht      | 80 kg    | 82,5 kg  | 110 kg   | 272,5 kg      | 12   |
| Josef Zeman         | Schwergewicht     | 110 kg   | 122,5 kg | 155 kg   | 387,5 kg      | 6    |

### Handball
| Athleten |                                                     |
| Franz Bartl Franz Berghammer Franz Bistricky Franz Brunner Hans Houschka Emil Juracka Ferdinand Kiefler Josef Krejci Otto Licha Fritz Maurer Anton Perwein Siegfried Powolny Siegfried Purner Walter Reisp Alfred Schmalzer Alois Schnabel Ludwig Schuberth Johann Tauscher Jaroslav Volak Leopold Wohlrab Fritz Wurmböck Hans Zehetner |                                                     |
| Ausscheidungsrunde | Schweiz (14:3) Rumänien (18:3)                      |
| Endrunde | Schweiz (11:6) Ungarn (11:7) Deutsches Reich (6:10) |
| Spiel um Rang 5 | -                                                   |
| Rang | Silber                                              |

### Kanu
| Athleten                       | Wettbewerb            | Vorlauf    | Vorlauf | Finale      | Finale | Rang   |
| Athleten                       | Wettbewerb            | Zeit       | Rang    | Zeit        | Rang   | Rang   |
| ------------------------------ | --------------------- | ---------- | ------- | ----------- | ------ | ------ |
| Männer                         |                       |            |         |             |        |        |
| Alfons Dorfner Adolf Kainz     | K-2 1000 m            | 4:10,0 min | 1       | 4:03,8 min  | 1      | Gold   |
| Alfons Dorfner Adolf Kainz     | K-2 10.000 m Faltboot | -          | -       | 46:12,4 min | 4      | 4      |
| Gregor Hradetzky               | K-1 1000 m            | 4:25,2 min | 1       | 4:22,9 min  | 1      | Gold   |
| Gregor Hradetzky               | K-1 10.000 m Faltboot | -          | -       | 50:01,2 min | 1      | Gold   |
| Viktor Kalisch Karl Steinhuber | K-2 10.000 m          | -          | -       | 42:05,4 min | 2      | Silber |
| Fritz Landertinger             | K-1 10.000 m          | -          | -       | 46:14,7 min | 2      | Silber |
| Otto Neumüller                 | C-1 1000 m            | -          | -       | 5:47,0 min  | 4      | 4      |
| Karl Proisl Rupert Weinstabl   | C-2 1000 m            | -          | -       | 4:54,8 min  | 2      | Silber |
| Karl Proisl Rupert Weinstabl   | C-2 10.000 m          | -          | -       | 51:28,0 min | 3      | Bronze |

### Leichtathletik

#### Laufen und Gehen
| Athleten                                                          | Wettbewerb        | Vorlauf    | Vorlauf | Viertelfinale | Viertelfinale | Halbfinale    | Halbfinale    | Finale        | Finale        |
| Athleten                                                          | Wettbewerb        | Zeit       | Rang    | Zeit          | Rang          | Zeit          | Rang          | Zeit          | Rang          |
| ----------------------------------------------------------------- | ----------------- | ---------- | ------- | ------------- | ------------- | ------------- | ------------- | ------------- | ------------- |
| Herren                                                            |                   |            |         |               |               |               |               |               |               |
| Franz Eichberger                                                  | 800 m             | 1:56,3 min | 3       | -             | -             | 1:56,2 min    | 6             | ausgeschieden | ausgeschieden |
| Franz Eichberger                                                  | 1500 m            | 3:59,2 min | 6       | ausgeschieden | ausgeschieden | ausgeschieden | ausgeschieden | ausgeschieden | ausgeschieden |
| Fritz Fischer                                                     | 5000 m            | k. A.      | 11      | ausgeschieden | ausgeschieden | ausgeschieden | ausgeschieden | ausgeschieden | ausgeschieden |
| Johann Baptist Gudenus                                            | 400 m             | 52,9 s     | 5       | ausgeschieden | ausgeschieden | ausgeschieden | ausgeschieden | ausgeschieden | ausgeschieden |
| Emil Hübscher                                                     | 800 m             | 1:57,3 min | 4       | k. A.         | 7             | ausgeschieden | ausgeschieden | ausgeschieden | ausgeschieden |
| Emil Hübscher                                                     | 1500 m            | k. A.      | 8       | ausgeschieden | ausgeschieden | ausgeschieden | ausgeschieden | ausgeschieden | ausgeschieden |
| Alfred König                                                      | 200 m             | k. A.      | 6       | ausgeschieden | ausgeschieden | ausgeschieden | ausgeschieden | ausgeschieden | ausgeschieden |
| Alfred König                                                      | 400 m             | 49,4 s     | 4       | ausgeschieden | ausgeschieden | ausgeschieden | ausgeschieden | ausgeschieden | ausgeschieden |
| Johann Langmayr                                                   | 110 m Hürden      | 15,1 s     | 3       | ausgeschieden | ausgeschieden | ausgeschieden | ausgeschieden | ausgeschieden | ausgeschieden |
| Ernst Leitner                                                     | 110 m Hürden      | 15,3 s     | 3       | ausgeschieden | ausgeschieden | ausgeschieden | ausgeschieden | ausgeschieden | ausgeschieden |
| Ernst Leitner                                                     | 400 m Hürden      | 54,9 s     | 3       | ausgeschieden | ausgeschieden | ausgeschieden | ausgeschieden | ausgeschieden | ausgeschieden |
| Felix Rinner                                                      | 200 m             | 22,4 s     | 3       | k. A.         | 5             | ausgeschieden | ausgeschieden | ausgeschieden | ausgeschieden |
| Wilhelm Rothmayer                                                 | Marathon          | -          | -       | -             | -             | -             | -             | 3:02:32,0 h   | 32            |
| Ladislaus Simacek                                                 | 3000 m Hindernis  | k. A.      | 9       | ausgeschieden | ausgeschieden | ausgeschieden | ausgeschieden | ausgeschieden | ausgeschieden |
| Robert Struckl                                                    | 100 m             | k. A.      | 4       | ausgeschieden | ausgeschieden | ausgeschieden | ausgeschieden | ausgeschieden | ausgeschieden |
| Franz Tuschek                                                     | Marathon          | -          | -       | -             | -             | -             | -             | 2:46:29,0 h   | 14            |
| Rudolf Wöber                                                      | 10.000 m          | -          | -       | -             | -             | -             | -             | 32:22,0 min   | 15            |
| Rudolf Wöber                                                      | Marathon          | -          | -       | -             | -             | -             | -             | 2:51:28,0 h   | 22            |
| Damen                                                             |                   |            |         |               |               |               |               |               |               |
| Veronika Kohlbach                                                 | 80 m Hürden       | k. A.      | 5       | ausgeschieden | ausgeschieden | ausgeschieden | ausgeschieden | ausgeschieden | ausgeschieden |
| Charlotte Machmer                                                 | 100 m             | k. A.      | 4       | ausgeschieden | ausgeschieden | ausgeschieden | ausgeschieden | ausgeschieden | ausgeschieden |
| Charlotte Machmer                                                 | 80 m Hürden       | k. A.      | 5       | ausgeschieden | ausgeschieden | ausgeschieden | ausgeschieden | ausgeschieden | ausgeschieden |
| Grete Neumann                                                     | 100 m             | 12,9 s     | 3       | ausgeschieden | ausgeschieden | ausgeschieden | ausgeschieden | ausgeschieden | ausgeschieden |
| Mathilde Puchberger                                               | 80 m Hürden       | k. A.      | 4       | ausgeschieden | ausgeschieden | ausgeschieden | ausgeschieden | ausgeschieden | ausgeschieden |
| Johanna Vancura                                                   | 100 m             | 12,5 s     | 2       | -             | -             | k. A.         | 6             | ausgeschieden | ausgeschieden |
| Veronika Kohlbach Charlotte Machmer Grete Neumann Johanna Vancura | 4 × 100 m Staffel | 49,9 s     | 4       | ausgeschieden | ausgeschieden | ausgeschieden | ausgeschieden | ausgeschieden | ausgeschieden |

#### Werfen und Springen
| Athleten          | Wettbewerb     | Qualifikation | Qualifikation | Halbfinale    | Halbfinale    | Finale        | Finale        |
| Athleten          | Wettbewerb     | Weite/Höhe    | Rang          | Weite/Höhe    | Rang          | Weite/Höhe    | Rang          |
| ----------------- | -------------- | ------------- | ------------- | ------------- | ------------- | ------------- | ------------- |
| Herren            |                |               |               |               |               |               |               |
| Fritz Flachberger | Hochsprung     | 1,80 m        | 13            | ausgeschieden | ausgeschieden | ausgeschieden | ausgeschieden |
| Josef Haunzwickel | Stabhochsprung | -             | -             | -             | -             | 4,00 m        | 6             |
| Emil Janausch     | Diskuswurf     | k. A.         | DNQ           | ausgeschieden | ausgeschieden | ausgeschieden | ausgeschieden |
| Emil Janausch     | Hammerwurf     | k. A.         | DNQ           | ausgeschieden | ausgeschieden | ausgeschieden | ausgeschieden |
| Karl Kotratschek  | Dreisprung     | k. A.         | Q             | 13,15 m       | 23            | ausgeschieden | ausgeschieden |
| Fritz Neuruhrer   | Hochsprung     | 1,70          | 14            | ausgeschieden | ausgeschieden | ausgeschieden | ausgeschieden |
| Alfred Proksch    | Stabhochsprung | -             | -             | -             | -             | 4,00 m        | 6             |
| Johann Wotapek    | Diskuswurf     | k. A.         | Q             | 46,05 m       | 9             | ausgeschieden | ausgeschieden |
| Damen             |                |               |               |               |               |               |               |
| Herma Bauma       | Speerwurf      | -             | -             | -             | -             | 41,66 m       | 4             |
| Margarethe Held   | Diskuswurf     | 34,05 m       | 11            | ausgeschieden | ausgeschieden | ausgeschieden | ausgeschieden |
| Veronika Kohlbach | Diskuswurf     | 34,00 m       | 13            | ausgeschieden | ausgeschieden | ausgeschieden | ausgeschieden |
| Wanda Nowak       | Hochsprung     | -             | -             | -             | -             | 1,55 m        | 8             |

#### Mehrkampf
| Athlet       | Disziplin | 100 m  | 100 m | Weitsprung | Weitsprung | Kugelstoßen | Kugelstoßen | Hochsprung | Hochsprung | 400 m  | 400 m | 110 m Hürden | 110 m Hürden | Diskuswurf | Diskuswurf | Stabhochsprung | Stabhochsprung | Speerwurf | Speerwurf | 1500 m | 1500 m | Endergebnis | Endergebnis |
| Athlet       | Disziplin | Zeit   | Rang  | Weite      | Rang       | Weite       | Rang        | Höhe       | Rang       | Zeit   | Rang  | Zeit         | Rang         | Weite      | Rang       | Höhe           | Rang           | Weite     | Rang      | Zeit   | Rang   | Punkte      | Rang        |
| ------------ | --------- | ------ | ----- | ---------- | ---------- | ----------- | ----------- | ---------- | ---------- | ------ | ----- | ------------ | ------------ | ---------- | ---------- | -------------- | -------------- | --------- | --------- | ------ | ------ | ----------- | ----------- |
| Franz Sterzl | Zehnkampf | 11,7 s | 17    | 6,52 m     | 16         | 10,98 m     | 23          | 1,75 m     | 8          | 53,3 s | 12    | 16,5 s       | 15           | 35,33 m    | 19         | 3,20 m         | 19             | DNS       | DNS       | DNS    | DNS    | 5164        | DNF         |

### Moderner Fünfkampf
| Athlet      | Reiten      | Reiten | Fechten | Fechten | Schießen | Schießen | Schwimmen  | Schwimmen | Crosslauf   | Crosslauf | Endergebnis | Endergebnis |
| Athlet      | Zeit        | Rang   | Punkte  | Rang    | Punkte   | Rang     | Zeit       | Rang      | Zeit        | Rang      | Punkte      | Rang        |
| ----------- | ----------- | ------ | ------- | ------- | -------- | -------- | ---------- | --------- | ----------- | --------- | ----------- | ----------- |
| Alfred Guth | 11:37,4 min | 34     | 16,0    | 34      | 134      | 41       | 4:39,2 min | 5         | 14:51,1 min | 19        | 133,6       | 33          |
| Karl Leban  | 11:57,0 min | 37     | 12,5    | 39      | 183      | 17       | 5:30,2 min | 22        | 13:17,4 min | 1         | 117,0       | 26          |

### Radsport

#### Straße
| Athleten                                               | Wettbewerb                        | Zeit        | Rang |
| ------------------------------------------------------ | --------------------------------- | ----------- | ---- |
| Virgilius Altmann                                      | Straßenrennen, Einzel             | 2:33:08,0 h | 16   |
| Hans Höfner                                            | Straßenrennen, Einzel             | 2:33:08,0 h | 16   |
| Karl Kühn                                              | Straßenrennen, Einzel             | DNF         | DNF  |
| Eugen Schnalek                                         | Straßenrennen, Einzel             | 2:33:08,0 h | 16   |
| Virgilius Altmann Hans Höfner Karl Kühn Eugen Schnalek | Straßenrennen, Mannschaftswertung | 7:39:24,0 h | 5    |

#### Bahn
| Athleten                                                 | Wettbewerb            | 1. Runde | 1. Runde   | 1. Runde | Hoffnungsrunde             | Hoffnungsrunde | Hoffnungsrunde | Achtelfinale   | Achtelfinale  | Achtelfinale  | Viertelfinale | Viertelfinale | Viertelfinale | Halbfinale    | Halbfinale    | Halbfinale    | Finale / Rang 3 | Finale / Rang 3 | Finale / Rang 3 |
| Athleten                                                 | Wettbewerb            | Gegner | Zeit       | Rang     | Gegner                     | Zeit           | Rang           | Gegner         | Zeit          | Rang          | Gegner        | Zeit          | Rang          | Gegner        | Zeit          | Rang          | Gegner          | Zeit            | Rang            |
| -------------------------------------------------------- | --------------------- | --- | ---------- | -------- | -------------------------- | -------------- | -------------- | -------------- | ------------- | ------------- | ------------- | ------------- | ------------- | ------------- | ------------- | ------------- | --------------- | --------------- | --------------- |
| Franz Dusika                                             | Sprint                | Ted Clayton | 15,0 s     | 1        | -                          | -              | -              | Arie van Vliet | k. A.         | 2             | ausgeschieden | ausgeschieden | ausgeschieden | ausgeschieden | ausgeschieden | ausgeschieden | ausgeschieden   | ausgeschieden   | ausgeschieden   |
| Franz Dusika Alfred Mohr                                 | Tandem                | Pierre Georget Georges Maton | k. A.      | 2        | Heino Dissing Bjørn Stiler | k. A.          | 2              | ausgeschieden  | ausgeschieden | ausgeschieden | ausgeschieden | ausgeschieden | ausgeschieden | ausgeschieden | ausgeschieden | ausgeschieden | ausgeschieden   | ausgeschieden   | ausgeschieden   |
| Josef Genschieder Josef Moser Karl Schmaderer Karl Wölfl | Mannschaftsverfolgung | Frankreich Deutsches Reich Dänemark Königreich Italien Vereinigtes Königreich Belgien Schweiz Ungarn Kanada USA Bulgarien Niederlande | 5:02,2 min | 10       | ausgeschieden              | ausgeschieden  | ausgeschieden  | ausgeschieden  | ausgeschieden | ausgeschieden | ausgeschieden | ausgeschieden | ausgeschieden | ausgeschieden | ausgeschieden | ausgeschieden | ausgeschieden   | ausgeschieden   | ausgeschieden   |

| Athleten    | Wettbewerb | Zeit       | Rang |
| ----------- | ---------- | ---------- | ---- |
| Alfred Mohr | Zeitfahren | 1:16,4 min | 13   |

### Reiten

#### Dressurreiten
| Athleten                                                                                | Wettbewerb | Punkte | Rang   |
| --------------------------------------------------------------------------------------- | ---------- | ------ | ------ |
| Albert Dolleschall mit Infant                                                           | Einzel     | 1476,0 | 12     |
| Alois Podhajsky mit Nero                                                                | Einzel     | 1721,5 | Bronze |
| Arthur von Pongracz mit Georgine                                                        | Einzel     | 1430,0 | 15     |
| Alois Podhajsky mit Nero Albert Dolleschall mit Infant Arthur von Pongracz mit Georgine | Mannschaft | 4627,5 | 4      |

#### Springreiten
| Athleten                                                                          | Wettbewerb | Strafpunkte | Rang |
| --------------------------------------------------------------------------------- | ---------- | ----------- | ---- |
| Gerhard Egger mit Mimir                                                           | Einzel     | 47,50       | 37   |
| Heinrich Sauer mit Gloriette                                                      | Einzel     | 24,00       | 21   |
| Rudolf Trenkwitz mit Danubia                                                      | Einzel     | DNF         | DNF  |
| Gerhard Egger mit Mimir Heinrich Sauer mit Gloriette Rudolf Trenkwitz mit Danubia | Mannschaft | DNF         | DNF  |

#### Vielseitigkeitsreiten
| Athleten                    | Wettbewerb | Dressur | Gelände | Springen | Gesamt  | Rang |
| --------------------------- | ---------- | ------- | ------- | -------- | ------- | ---- |
| Karl Neumeister mit Karolus | Einzel     | −190,90 | −54     | 0        | −244,90 | 14   |
| Herbert Ziegler mit Manada  | Einzel     | −160,20 | DSQ     | -        | DNF     | DNF  |

### Ringen
Legende: G = Gewonnen, V = Verloren, S = Schultersieg
| Athleten           | Wettbewerb        | 1. Runde           | 1. Runde | 2. Runde           | 2. Runde | 3. Runde           | 3. Runde      | 4. Runde            | 4. Runde      | 5. Runde      | 5. Runde      | 6. Runde      | 6. Runde      | 7. Runde      | 7. Runde      | Rang          |
| Athleten           | Wettbewerb        | Gegner             | Ergebnis | Gegner             | Ergebnis | Gegner             | Ergebnis      | Gegner              | Ergebnis      | Gegner        | Ergebnis      | Gegner        | Ergebnis      | Gegner        | Ergebnis      | Rang          |
| ------------------ | ----------------- | ------------------ | -------- | ------------------ | -------- | ------------------ | ------------- | ------------------- | ------------- | ------------- | ------------- | ------------- | ------------- | ------------- | ------------- | ------------- |
| Griechisch-römisch |                   |                    |          |                    |          |                    |               |                     |               |               |               |               |               |               |               |               |
| Josef Bümberger    | Bantamgewicht     | Ali Erfan          | V        | Evald Sikk         | V        | ausgeschieden      | ausgeschieden | ausgeschieden       | ausgeschieden | ausgeschieden | ausgeschieden | ausgeschieden | ausgeschieden | ausgeschieden | ausgeschieden | ausgeschieden |
| Erich Fincsus      | Federgewicht      | Aarne Reini        | V        | Nikolaos Biris     | V        | ausgeschieden      | ausgeschieden | ausgeschieden       | ausgeschieden | ausgeschieden | ausgeschieden | ausgeschieden | ausgeschieden | ausgeschieden | ausgeschieden | ausgeschieden |
| Franz Foidl        | Halbschwergewicht | Georg Argast       | S        | Freilos            | Freilos  | August Neo         | V             | Werner Seelenbinder | V             | ausgeschieden | ausgeschieden | ausgeschieden | ausgeschieden | ausgeschieden | ausgeschieden | ausgeschieden |
| Josef Grahsl       | Leichtgewicht     | Herbert Olofsson   | V        | Sotirios Vatanidis | G        | Zbigniew Szajewski | V             | ausgeschieden       | ausgeschieden | ausgeschieden | ausgeschieden | ausgeschieden | ausgeschieden | ausgeschieden | ausgeschieden | ausgeschieden |
| Franz Hametner     | Weltergewicht     | Eino Virtanen      | V        | WD                 | WD       | ausgeschieden      | ausgeschieden | ausgeschieden       | ausgeschieden | ausgeschieden | ausgeschieden | ausgeschieden | ausgeschieden | ausgeschieden | ausgeschieden | ausgeschieden |
| Hans Pointner      | Mittelgewicht     | Ludwig Schweickert | V        | Ernest Gogel       | S        | Francisc Cocoș     | V             | ausgeschieden       | ausgeschieden | ausgeschieden | ausgeschieden | ausgeschieden | ausgeschieden | ausgeschieden | ausgeschieden | ausgeschieden |
| Eduard Schöll      | Schwergewicht     | Kristjan Palusalu  | V        | John Nyman         | V        | ausgeschieden      | ausgeschieden | ausgeschieden       | ausgeschieden | ausgeschieden | ausgeschieden | ausgeschieden | ausgeschieden | ausgeschieden | ausgeschieden | ausgeschieden |

### Rudern
| Athleten                                                   | Wettbewerb             | Vorlauf    | Vorlauf | Hoffnungslauf | Hoffnungslauf | Halbfinale | Halbfinale | Finale        | Finale        | Rang          |
| Athleten                                                   | Wettbewerb             | Zeit       | Rang    | Zeit          | Rang          | Zeit       | Rang       | Zeit          | Rang          | Rang          |
| ---------------------------------------------------------- | ---------------------- | ---------- | ------- | ------------- | ------------- | ---------- | ---------- | ------------- | ------------- | ------------- |
| Männer                                                     |                        |            |         |               |               |            |            |               |               |               |
| Josef Hasenöhrl                                            | Einer                  | 7:24,0 min | 2       | 7:27,7 min    | 1             | 7:54,6 min | 2          | 8:25,8 min    | 2             | Silber        |
| Hermann Kubick Fritz Moser                                 | Doppelzweier           | 7:21,1 min | 5       | -             | -             | 8:29,1 min | 5          | ausgeschieden | ausgeschieden | ausgeschieden |
| Max Colli Heinz Gattringer                                 | Zweier ohne Steuermann | 7:38,7 min | 4       | -             | -             | 9:42,8 min | 3          | ausgeschieden | ausgeschieden | ausgeschieden |
| Hans Binder Rudolf Höpfler Wilhelm Pichler Camillo Winkler | Vierer ohne Steuermann | 6:32,1 min | 2       | -             | -             | 7:23,4 min | 1          | 7:20,5 min    | 5             | 5             |

### Schießen
| Athleten        | Wettbewerb           | Punkte | Rang |
| --------------- | -------------------- | ------ | ---- |
| Alfred Hämmerle | Kleinkaliber liegend | 281    | 61   |
| Theodor Janisch | Kleinkaliber liegend | 291    | 32   |
| Alois Navratil  | Kleinkaliber liegend | 289    | 40   |

### Schwimmen
| Athleten                                                         | Wettbewerb         | Vorlauf     | Vorlauf | Halbfinale    | Halbfinale    | Finale        | Finale        |
| Athleten                                                         | Wettbewerb         | Zeit        | Platz   | Zeit          | Platz         | Zeit          | Platz         |
| ---------------------------------------------------------------- | ------------------ | ----------- | ------- | ------------- | ------------- | ------------- | ------------- |
| Herren                                                           |                    |             |         |               |               |               |               |
| Hans Girg                                                        | 200 m Brust        | DNS         | DNS     | DNS           | DNS           | DNS           | DNS           |
| Edmund Pader                                                     | 400 m Freistil     | 5:16,9 min  | 5       | ausgeschieden | ausgeschieden | ausgeschieden | ausgeschieden |
| Edmund Pader                                                     | 1500 m Freistil    | 21:13,9 min | 4       | ausgeschieden | ausgeschieden | ausgeschieden | ausgeschieden |
| Kurt Patuzzi                                                     | 1500 m Freistil    | DNS         | DNS     | DNS           | DNS           | DNS           | DNS           |
| Kurt Patuzzi                                                     | 100 m Rücken       | DNS         | DNS     | DNS           | DNS           | DNS           | DNS           |
| Karl Schäfer                                                     | 200 m Brust        | DNS         | DNS     | DNS           | DNS           | DNS           | DNS           |
| Franz Seltenheim                                                 | 400 m Freistil     | 5:38,3 min  | 7       | ausgeschieden | ausgeschieden | ausgeschieden | ausgeschieden |
| Günther Zobernig                                                 | 100 m Freistil     | 1:03,9 min  | 6       | ausgeschieden | ausgeschieden | ausgeschieden | ausgeschieden |
| Günther Zobernig                                                 | 400 m Freistil     | DNS         | DNS     | DNS           | DNS           | DNS           | DNS           |
| Herbert Hnatek Edmund Pader Franz Seltenheim Günther Zobernig    | 4 × 200 m Freistil | 10:58,4 min | 5       | ausgeschieden | ausgeschieden | ausgeschieden | ausgeschieden |
| Damen                                                            |                    |             |         |               |               |               |               |
| Elfriede Freudenreich                                            | 200 m Brust        | DNS         | DNS     | DNS           | DNS           | DNS           | DNS           |
| Ruth Langer                                                      | 400 m Freistil     | DNS         | DNS     | DNS           | DNS           | DNS           | DNS           |
| Josefine Steiner                                                 | 200 m Brust        | DNS         | DNS     | DNS           | DNS           | DNS           | DNS           |
| Roma Wagner                                                      | 100 m Rücken       | 1:28,4 min  | 7       | ausgeschieden | ausgeschieden | ausgeschieden | ausgeschieden |
| Grete Ittlinger Elli von Kropiwnicki Franziska Mally Roma Wagner | 4 × 100 m Freistil | 5:16,6 min  | 5       | ausgeschieden | ausgeschieden | ausgeschieden | ausgeschieden |

### Segeln
| Athleten      | Wettbewerb | 1. Wettfahrt | 1. Wettfahrt | 2. Wettfahrt | 2. Wettfahrt | 3. Wettfahrt | 3. Wettfahrt | 4. Wettfahrt | 4. Wettfahrt | 5. Wettfahrt | 5. Wettfahrt | 6. Wettfahrt | 6. Wettfahrt | 7. Wettfahrt | 7. Wettfahrt | Punkte | Rang |
| Athleten      | Wettbewerb | Punkte       | Rang         | Punkte       | Rang         | Punkte       | Rang         | Punkte       | Rang         | Punkte       | Rang         | Punkte       | Rang         | Punkte       | Rang         | Punkte | Rang |
| ------------- | ---------- | ------------ | ------------ | ------------ | ------------ | ------------ | ------------ | ------------ | ------------ | ------------ | ------------ | ------------ | ------------ | ------------ | ------------ | ------ | ---- |
| Dietz Angerer | O-Jolle    | 18           | 8            | 9            | 17           | 0            | DSQ          | 14           | 12           | 21           | 5            | 0            | DSQ          | 24           | 2            | 86     | 15   |

### Turnen
| Athleten | Wettbewerb           | Punkte  | Rang |
| --- | -------------------- | ------- | ---- |
| Herren |                      |         |      |
| Gottfried Hermann | Einzelmehrkampf      | 97,933  | 50   |
| Gottfried Hermann | Boden                | 17,367  | 23   |
| Gottfried Hermann | Sprung               | 15,233  | 72   |
| Gottfried Hermann | Barren               | 17,200  | 33   |
| Gottfried Hermann | Reck                 | 18,600  | 15   |
| Gottfried Hermann | Ringe                | 11,667  | 97   |
| Gottfried Hermann | Pauschenpferd        | 17,866  | 30   |
| Pius Hollenstein | Einzelmehrkampf      | 89,533  | 81   |
| Pius Hollenstein | Boden                | 16,200  | 58   |
| Pius Hollenstein | Sprung               | 15,033  | 77   |
| Pius Hollenstein | Barren               | 14,100  | 80   |
| Pius Hollenstein | Reck                 | 16,066  | 64   |
| Pius Hollenstein | Ringe                | 11,934  | 95   |
| Pius Hollenstein | Pauschenpferd        | 16,200  | 56   |
| Karl Pannos | Einzelmehrkampf      | 95,934  | 57   |
| Karl Pannos | Boden                | 15,400  | 74   |
| Karl Pannos | Sprung               | 16,967  | 39   |
| Karl Pannos | Barren               | 16,767  | 46   |
| Karl Pannos | Reck                 | 18,300  | 25   |
| Karl Pannos | Ringe                | 12,00   | 94   |
| Karl Pannos | Pauschenpferd        | 16,500  | 49   |
| Robert Pranz | Einzelmehrkampf      | 80,734  | 91   |
| Robert Pranz | Boden                | 15,667  | 68   |
| Robert Pranz | Sprung               | 10,434  | 101  |
| Robert Pranz | Barren               | 13,867  | 85   |
| Robert Pranz | Reck                 | 14,533  | 84   |
| Robert Pranz | Ringe                | 12,666  | 91   |
| Robert Pranz | Pauschenpferd        | 13,567  | 80   |
| Leopold Redl | Einzelmehrkampf      | 85,033  | 88   |
| Leopold Redl | Boden                | 16,900  | 44   |
| Leopold Redl | Sprung               | 16,133  | 56   |
| Leopold Redl | Barren               | 9,467   | 104  |
| Leopold Redl | Reck                 | 15,233  | 77   |
| Leopold Redl | Ringe                | 14,667  | 76   |
| Leopold Redl | Pauschenpferd        | 12,633  | 88   |
| Adolf Scheffknecht | Einzelmehrkampf      | 85,067  | 87   |
| Adolf Scheffknecht | Boden                | 15,167  | 78   |
| Adolf Scheffknecht | Sprung               | 14,634  | 86   |
| Adolf Scheffknecht | Barren               | 14,033  | 83   |
| Adolf Scheffknecht | Reck                 | 17,667  | 34   |
| Adolf Scheffknecht | Ringe                | 10,366  | 105  |
| Adolf Scheffknecht | Pauschenpferd        | 13,200  | 84   |
| August Sturm | Einzelmehrkampf      | 92,033  | 74   |
| August Sturm | Boden                | 15,166  | 79   |
| August Sturm | Sprung               | 16,300  | 54   |
| August Sturm | Barren               | 15,833  | 59   |
| August Sturm | Reck                 | 18,167  | 28   |
| August Sturm | Ringe                | 11,800  | 96   |
| August Sturm | Pauschenpferd        | 14,767  | 71   |
| Franz Swoboda | Einzelmehrkampf      | 84,567  | 89   |
| Franz Swoboda | Boden                | 14,200  | 93   |
| Franz Swoboda | Sprung               | 16,400  | 52   |
| Franz Swoboda | Barren               | 13,267  | 89   |
| Franz Swoboda | Reck                 | 15,766  | 69   |
| Franz Swoboda | Ringe                | 10,500  | 104  |
| Franz Swoboda | Pauschenpferd        | 14,434  | 75   |
| Gottfried Hermann Pius Hollenstein Karl Pannos Robert Pranz Leopold Redl Adolf Scheffknecht August Sturm Franz Swoboda | Mannschaftsmehrkampf | 545,533 | 11   |

### Wasserball
| Athleten |                                                               |
| Erwin Blasl Wilhelm Hawlik Anton Kunz Alfred Lergetporer Otto Müller Sebastian Ploner Peter Riedl Franz Schönfels Karl Seitz Karl Steinbach Franz Wenninger |                                                               |
| Vorrunde | Schweden (2:1) Schweiz (9:0) Island (6:0)                     |
| Zwischenrunde | Deutsches Reich (1:3) Frankreich (2:4) Schweden (2:1)         |
| Finalrunde (5–8) | Niederlande (4:5) Schweden (2:1) Vereinigtes Königreich (3:3) |
| Finalrunde (1–4) | -                                                             |
| Rang | 6                                                             |

Ergebnisse der vorangegangenen Runden sind kursiv geschrieben.

### Wasserspringen
| Athleten             | Wettbewerb        | Punkte | Rang |
| -------------------- | ----------------- | ------ | ---- |
| Herren               |                   |        |      |
| Karl Steiner         | 3 m Kunstspringen | 109,54 | 17   |
| Damen                |                   |        |      |
| Magdalena Staudinger | 3 m Kunstspringen | 65,76  | 12   |
| Magdalena Staudinger | 10 m Turmspringen | 25,04  | 21   |
| Therese Rampel       | 10 m Turmspringen | 27,16  | 16   |